# غوسولينجو
غوسولينجو (بالإيطالية: Gossolengo)‏ هي بلدية في مقاطعة بياتشنزا في إقليم إميليا رومانيا الإيطالي.

## السكان
في سنة 1861 بلغ عدد السكان 2٬013 نسمة، وتطور العدد ليصل في سنة 2011 لـ 5٬431 نسمة.
يظهر هذا المخطط البياني تطور النمو السكاني لـ غوسولينجو